# Lupinus lagunae-negrae
Lupinus lagunae-negrae är en ärtväxtart som beskrevs av Charles Piper Smith. Lupinus lagunae-negrae ingår i släktet lupiner, och familjen ärtväxter. Inga underarter finns listade i Catalogue of Life.